# Ada Szczepaniak
Ada Szczepaniak (ur. 5 lipca 1996 we Wrocławiu) – polska aktorka teatralna, filmowa i dubbingowa.

## Życiorys
Absolwentka aktorstwa i Wokalistyki w Akademii Teatralnej w Warszawie (2023). W latach 2022–2023 wcielała się w główną rolę Tosi Skarbek w serialu Stopklatki pt. To nie ze mną. Od 2025 roku odgrywa jedną z głównych postaci, doktor Kai Piotrowskiej w serialu TVN Szpital św. Anny.

## Filmografia
- 2021: Przyjaciółki – jako Majka Sicińska
- 2022: Marta Grall – jako Dagmara
- 2022: Filip – jako Marta
- 2023: When fucking spring is in the air – jako Kasia Kamińska
- 2022–2023: To nie ze mną – jako Tosia Skarbek
- 2023: Emigracja XD – jako Klaudia (odc. 1)
- 2023: Polowanie na ćmy – jako Fajga/Amelie
- 2023: Dewajtis – jako Marta Wojnat
- 2023: Rafi – jako Janka Wilkus (odc. 5)
- 2023: Klara – jako pielęgniarka (odc. 6)
- 2024: Światłoczuła – jako Hanka
- 2024: Na Wspólnej – jako Alina Urbańska
- od 2025: Szpital św. Anny – jako doktor Kaja Piotrowska

### Polski dubbing
- 2021: Nasze magiczne Encanto – jako Mirabel
- 2022: Równoległy wymiar – jako siedemnastoletnia Romane Berthauds
- 2024: Pogromcy duchów: Imperium lodu – jako Melody